# Abu al-Hasan al-Hashimi al-Qurashi
Abu al-Hasan al-Hashimi al-Qurashi (em árabe: أبو الحسن الهاشمي القرشي) foi um terrorista islâmico iraquiano e que foi o terceiro comandante do Estado Islâmico (EIIL) de fevereiro a novembro de 2022. Ele foi nomeado califa em 10 de março de 2022 em uma mensagem de áudio do novo porta-voz do EI, Abu Omar al-Muhajir, cujo anúncio veio mais de um mês após a morte de seu antecessor Abu Ibrahim al-Hashimi al-Qurashi. A mensagem dizia que Abu al-Hassan foi escolhido de acordo com a vontade do ex-califa.
Em 30 de novembro de 2022, a Fundação Al-Furqan anunciou que Abu al-Hasan tinha sido morto em combate. Um porta-voz do Estado Islâmico, Abu Omar, confirmou esta notícia no mesmo dia. Uma outra fonte afirmou que ele se matou com um cinturão explosivo quando foi cercado por forças inimigas. A morte aconteceu no contexto de uma batalha entre militantes do Estado Islâmico e rebeldes sírios, que ocorreu em meados de outubro de 2022, na província de Daraa.

## Identidade
Abu al-Hasan era seu kunya (tecnónimo árabe). Os nomes al-Hashimi e al-Qurashi indicam que ele pertencia ao clã Haxemita da tribo Coraixita, o mesmo clã e tribo de Maomé.
O nome verdadeiro de al-Qurashi era Zaid al-Iraqi, mas de acordo com dois oficiais de segurança iraquianos não identificados, seu nome verdadeiro era Juma Awad al-Badri, e era irmão mais velho do ex-líder do Estado islâmico Abu Bakr al-Baghdadi. Uma pesquisa do historiador iraquiano Hisham al-Hashimi publicada em 2020 afirmou que al-Qurashi era o chefe do Conselho Shura.